# Yinpterochiroptera
Die Yinpterochiroptera (Syn.: Pteropodiformes) sind eine Unterordnung der Fledertiere (Chiroptera). Sie wurde im Jahr 2001 eingeführt, nachdem sich herausgestellt hatte, dass es sich bei den Fledermäusen (Microchiroptera) um eine paraphyletische Gruppe handelt. Zu den Yinpterochiroptera gehören die Flughunde (Pteropodidae) und die Hufeisennasenartigen (Rhinolophoidea).

## Merkmale
Die Verwandtschaft dieser beiden Gruppen gründet sich auf molekularbiologische Untersuchungen und wird nicht durch morphologische Merkmale gestützt.

## Interne Systematik
Die Fledermäuse sind zusammen mit den Flughunden (Megachiroptera) eine der traditionellen Unterordnungen der Fledertiere (Chiroptera). Aktuelle molekulare Untersuchungen zeigen aber, dass die Hufeisennasenartigen (Rhinolophoidea), eine Gruppe der Fledermäuse, näher mit den Flughunden verwandt sind als mit den übrigen Fledermäusen. Die Fledermäuse werden, dadurch zu einer paraphyletischen Gruppe, was in einer modernen Systematik, wo alle Nachfahren eines gemeinsamen Vorfahren einer (monophyletischen) Gruppe angehören sollen, unerwünscht ist. Heute werden die Fledertiere daher in die Yinpterochiroptera oder Pteropodiformes, das ist die Klade der Flughunde und Hufeisennasenartigen und die Yangochiroptera oder Vespertilioniformes, die Klade der übrigen Fledermäuse geteilt. Die Fledermäuse verlieren damit ihren taxonomischen Rang, der Begriff ist aber weiterhin Bestandteil von sehr vielen Trivialnamen einzelner Arten.
Yangochiroptera und Yinpterochiroptera haben den Rang einer Unterordnung innerhalb der Fledertiere. Zu den Yinpterochiroptera gehören sieben Familien.
- Unterordnung Yinpterochiroptera
  - Überfamilie Pteropodoidea
    - Flughunde (Pteropodidae)

  - Überfamilie Hufeisennasenartige (Rhinolophoidea)
    - Schweinsnasenfledermaus (Craseonycteridae)
    - Rundblattnasen (Hipposideridae)
    - Großblattnasen (Megadermatidae)
    - Hufeisennasen (Rhinolophidae)
    - Rhinonycteridae
    - Mausschwanzfledermäuse (Rhinopomatidae)

|  | Mausschwanzfledermäuse (Rhinopomatidae)                                                                        |
|  | |
|  | \| \| Schweinsnasenfledermaus (Craseonycteridae) \| \| \| \| \| \| Großblattnasen (Megadermatidae) \| \| \| \| |
|  | |
|  | Schweinsnasenfledermaus (Craseonycteridae)                                                                     |
|  | |
|  | Großblattnasen (Megadermatidae)                                                                                |
|  | |

|  | Schweinsnasenfledermaus (Craseonycteridae) |
|  |                                            |
|  | Großblattnasen (Megadermatidae)            |
|  |                                            |

|  | Mausschwanzfledermäuse (Rhinopomatidae)                                                                        |
|  | |
|  | \| \| Schweinsnasenfledermaus (Craseonycteridae) \| \| \| \| \| \| Großblattnasen (Megadermatidae) \| \| \| \| |
|  | |
|  | Schweinsnasenfledermaus (Craseonycteridae)                                                                     |
|  | |
|  | Großblattnasen (Megadermatidae)                                                                                |
|  | |

|  | Schweinsnasenfledermaus (Craseonycteridae) |
|  |                                            |
|  | Großblattnasen (Megadermatidae)            |
|  |                                            |

|  | Mausschwanzfledermäuse (Rhinopomatidae)                                                                        |
|  | |
|  | \| \| Schweinsnasenfledermaus (Craseonycteridae) \| \| \| \| \| \| Großblattnasen (Megadermatidae) \| \| \| \| |
|  | |
|  | Schweinsnasenfledermaus (Craseonycteridae)                                                                     |
|  | |
|  | Großblattnasen (Megadermatidae)                                                                                |
|  | |

|  | Schweinsnasenfledermaus (Craseonycteridae) |
|  |                                            |
|  | Großblattnasen (Megadermatidae)            |
|  |                                            |

|  | Mausschwanzfledermäuse (Rhinopomatidae)                                                                        |
|  | |
|  | \| \| Schweinsnasenfledermaus (Craseonycteridae) \| \| \| \| \| \| Großblattnasen (Megadermatidae) \| \| \| \| |
|  | |
|  | Schweinsnasenfledermaus (Craseonycteridae)                                                                     |
|  | |
|  | Großblattnasen (Megadermatidae)                                                                                |
|  | |

|  | Schweinsnasenfledermaus (Craseonycteridae) |
|  |                                            |
|  | Großblattnasen (Megadermatidae)            |
|  |                                            |

|  | Mausschwanzfledermäuse (Rhinopomatidae)                                                                        |
|  | |
|  | \| \| Schweinsnasenfledermaus (Craseonycteridae) \| \| \| \| \| \| Großblattnasen (Megadermatidae) \| \| \| \| |
|  | |
|  | Schweinsnasenfledermaus (Craseonycteridae)                                                                     |
|  | |
|  | Großblattnasen (Megadermatidae)                                                                                |
|  | |

|  | Schweinsnasenfledermaus (Craseonycteridae) |
|  |                                            |
|  | Großblattnasen (Megadermatidae)            |
|  |                                            |

|  | Mausschwanzfledermäuse (Rhinopomatidae)                                                                        |
|  | |
|  | \| \| Schweinsnasenfledermaus (Craseonycteridae) \| \| \| \| \| \| Großblattnasen (Megadermatidae) \| \| \| \| |
|  | |
|  | Schweinsnasenfledermaus (Craseonycteridae)                                                                     |
|  | |
|  | Großblattnasen (Megadermatidae)                                                                                |
|  | |

|  | Schweinsnasenfledermaus (Craseonycteridae) |
|  |                                            |
|  | Großblattnasen (Megadermatidae)            |
|  |                                            |

|  | Mausschwanzfledermäuse (Rhinopomatidae)                                                                        |
|  | |
|  | \| \| Schweinsnasenfledermaus (Craseonycteridae) \| \| \| \| \| \| Großblattnasen (Megadermatidae) \| \| \| \| |
|  | |
|  | Schweinsnasenfledermaus (Craseonycteridae)                                                                     |
|  | |
|  | Großblattnasen (Megadermatidae)                                                                                |
|  | |

|  | Schweinsnasenfledermaus (Craseonycteridae) |
|  |                                            |
|  | Großblattnasen (Megadermatidae)            |
|  |                                            |

|  | Mausschwanzfledermäuse (Rhinopomatidae)                                                                        |
|  | |
|  | \| \| Schweinsnasenfledermaus (Craseonycteridae) \| \| \| \| \| \| Großblattnasen (Megadermatidae) \| \| \| \| |
|  | |
|  | Schweinsnasenfledermaus (Craseonycteridae)                                                                     |
|  | |
|  | Großblattnasen (Megadermatidae)                                                                                |
|  | |

|  | Schweinsnasenfledermaus (Craseonycteridae) |
|  |                                            |
|  | Großblattnasen (Megadermatidae)            |
|  |                                            |

|  | Mausschwanzfledermäuse (Rhinopomatidae)                                                                        |
|  | |
|  | \| \| Schweinsnasenfledermaus (Craseonycteridae) \| \| \| \| \| \| Großblattnasen (Megadermatidae) \| \| \| \| |
|  | |
|  | Schweinsnasenfledermaus (Craseonycteridae)                                                                     |
|  | |
|  | Großblattnasen (Megadermatidae)                                                                                |
|  | |

|  | Schweinsnasenfledermaus (Craseonycteridae) |
|  |                                            |
|  | Großblattnasen (Megadermatidae)            |
|  |                                            |

|  | Mausschwanzfledermäuse (Rhinopomatidae)                                                                        |
|  | |
|  | \| \| Schweinsnasenfledermaus (Craseonycteridae) \| \| \| \| \| \| Großblattnasen (Megadermatidae) \| \| \| \| |
|  | |
|  | Schweinsnasenfledermaus (Craseonycteridae)                                                                     |
|  | |
|  | Großblattnasen (Megadermatidae)                                                                                |
|  | |

|  | Schweinsnasenfledermaus (Craseonycteridae) |
|  |                                            |
|  | Großblattnasen (Megadermatidae)            |
|  |                                            |

|  | Mausschwanzfledermäuse (Rhinopomatidae)                                                                        |
|  | |
|  | \| \| Schweinsnasenfledermaus (Craseonycteridae) \| \| \| \| \| \| Großblattnasen (Megadermatidae) \| \| \| \| |
|  | |
|  | Schweinsnasenfledermaus (Craseonycteridae)                                                                     |
|  | |
|  | Großblattnasen (Megadermatidae)                                                                                |
|  | |

|  | Schweinsnasenfledermaus (Craseonycteridae) |
|  |                                            |
|  | Großblattnasen (Megadermatidae)            |
|  |                                            |

|  | Mausschwanzfledermäuse (Rhinopomatidae)                                                                        |
|  | |
|  | \| \| Schweinsnasenfledermaus (Craseonycteridae) \| \| \| \| \| \| Großblattnasen (Megadermatidae) \| \| \| \| |
|  | |
|  | Schweinsnasenfledermaus (Craseonycteridae)                                                                     |
|  | |
|  | Großblattnasen (Megadermatidae)                                                                                |
|  | |

|  | Schweinsnasenfledermaus (Craseonycteridae) |
|  |                                            |
|  | Großblattnasen (Megadermatidae)            |
|  |                                            |

|  | Mausschwanzfledermäuse (Rhinopomatidae)                                                                        |
|  | |
|  | \| \| Schweinsnasenfledermaus (Craseonycteridae) \| \| \| \| \| \| Großblattnasen (Megadermatidae) \| \| \| \| |
|  | |
|  | Schweinsnasenfledermaus (Craseonycteridae)                                                                     |
|  | |
|  | Großblattnasen (Megadermatidae)                                                                                |
|  | |

|  | Schweinsnasenfledermaus (Craseonycteridae) |
|  |                                            |
|  | Großblattnasen (Megadermatidae)            |
|  |                                            |

|  | Mausschwanzfledermäuse (Rhinopomatidae)                                                                        |
|  | |
|  | \| \| Schweinsnasenfledermaus (Craseonycteridae) \| \| \| \| \| \| Großblattnasen (Megadermatidae) \| \| \| \| |
|  | |
|  | Schweinsnasenfledermaus (Craseonycteridae)                                                                     |
|  | |
|  | Großblattnasen (Megadermatidae)                                                                                |
|  | |

|  | Schweinsnasenfledermaus (Craseonycteridae) |
|  |                                            |
|  | Großblattnasen (Megadermatidae)            |
|  |                                            |

|  | Mausschwanzfledermäuse (Rhinopomatidae)                                                                        |
|  | |
|  | \| \| Schweinsnasenfledermaus (Craseonycteridae) \| \| \| \| \| \| Großblattnasen (Megadermatidae) \| \| \| \| |
|  | |
|  | Schweinsnasenfledermaus (Craseonycteridae)                                                                     |
|  | |
|  | Großblattnasen (Megadermatidae)                                                                                |
|  | |

|  | Schweinsnasenfledermaus (Craseonycteridae) |
|  |                                            |
|  | Großblattnasen (Megadermatidae)            |
|  |                                            |

|  | Mausschwanzfledermäuse (Rhinopomatidae)                                                                        |
|  | |
|  | \| \| Schweinsnasenfledermaus (Craseonycteridae) \| \| \| \| \| \| Großblattnasen (Megadermatidae) \| \| \| \| |
|  | |
|  | Schweinsnasenfledermaus (Craseonycteridae)                                                                     |
|  | |
|  | Großblattnasen (Megadermatidae)                                                                                |
|  | |

|  | Schweinsnasenfledermaus (Craseonycteridae) |
|  |                                            |
|  | Großblattnasen (Megadermatidae)            |
|  |                                            |